# Conostigmus atelopterus
Conostigmus atelopterus is een vliesvleugelig insect uit de familie van de Megaspilidae. De wetenschappelijke naam van de soort is voor het eerst geldig gepubliceerd in 1868 door Marshall.